# Мала Лахиня
Мала Лахиня (словен. Mala Lahinja) — поселення в общині Чрномель, Південно-Східна Словенія, Словенія. Висота над рівнем моря: 155,8 м.